# Guerrilla art
La guerrilla art è un movimento artistico, nato probabilmente attorno al 1970.

## Caratteri generali
La particolarità di questa tendenza è l'anonimato degli autori, i quali devono lasciare le loro tracce senza svelare la propria identità. La guerrilla art può essere considerata come una branca della street art. Il più importante esponente è Banksy, artista nativo di Bristol, la cui identità non è ancora nota. Banksy era solito entrare nei musei e appendere i suoi quadri, spesso reinterpretazioni di tele presenti nello stesso museo. I quadri restavano nel museo anche per diversi giorni, senza che nessuno se ne accorgesse. Alcune delle tele più importanti della guerrilla art sono la Gioconda di Leonardo Da Vinci, raffigurata con uno smile al posto della faccia e, al Brooklyn Museum, la raffigurazione di un condottiero settecentesco avente in mano una bomboletta spray alle cui spalle campeggiano graffiti pacifisti. La guerrilla art vuole offrire spunti di riflessione riguardo tematiche come la società, il consumismo o le celebrità.